# Doktryna polityki zagranicznej
Doktryna polityki zagranicznej to generalna zasada określająca kierunek i sposób prowadzenia polityki zagranicznej państwa.
Doktryna taka często jest konstruowana przez politycznych liderów (prezydenta, premiera) bądź też ministra spraw zagranicznych i określana nazwiskiem swego twórcy. Na przykład uzasadniana przez Richarda Nixona potrzeba stopniowego wycofywania wojsk amerykańskich z Wietnamu została nazwana doktryną Nixona. Nie wszędzie jednak stosuje się ten sposób rozróżniania doktryn. Na przykład w Chinach są one oznaczane numerami.
Celem doktryny polityki zagranicznej jest ustalenie reguł rządzących stosunkami z innymi państwami. Reguły te umożliwiają z kolei rządowi rozwiązywanie spornych kwestii i wyjaśnianie opinii publicznej w kraju i zagranicą takich, a nie innych działań państwa na arenie międzynarodowej. Słowo doktryna nie narzuca pejoratywnych konotacji; szczególnie nie powinno być mylone z dogmatem.

## Argentyna
- Doktryna Drago

## Chiny
- Jeden kraj, dwa systemy

## Ekwador
- Doktryna Tobara

## Meksyk
- Doktryna Juáreza
- Doktryna Estrady

## Niemcy
- Doktryna Hallsteina
- Doktryna Ulbrichta

## Polska
- Doktryna Giedroycia-Mieroszewskiego
- Międzymorze

## ZSRR/Rosja
- Doktryna Breżniewa
- Doktryna Falina-Kwicińskiego
- Doktryna Primakowa
- Doktryna Sinatry
- Finlandyzacja
- Pokojowe współistnienie

## Stany Zjednoczone
- 1823: Doktryna Monroego
- 1932: Doktryna Stimsona
- 1947: Doktryna Trumana
- 1957: Doktryna Eisenhowera
- 1961: Doktryna Kennedy’ego
- 1965: Doktryna Johnsona
- 1969: Doktryna Nixona
- 1975: Doktryna Forda
- 1980: Doktryna Cartera
- 1981: Doktryna Kirkpatrick
- 1985: Doktryna Reagana
- 1990: Doktryna Powella
- 1999: Doktryna Clintona
- 2002: Doktryna Busha